# Liste der Monuments historiques in Roquebillière
Die Liste der Monuments historiques in Roquebillière führt die Monuments historiques in der französischen Gemeinde Roquebillière auf.

## Liste der Bauwerke
| Bezeichnung              | Beschreibung | Standort           | Kennzeichnung | Schutzstatus | Datum | Bild           |
| ------------------------ | ------------ | ------------------ | ------------- | ------------ | ----- | -------------- |
| Kirche St-Michel-de-Gast |              | La Bourgade (Lage) | PA00080818    | Classé       | 1994  | weitere Bilder |

## Liste der Objekte
Zum Verständnis siehe: Kirchenausstattung
- Monuments historiques (Objekte) in Roquebillière in der Base Palissy des französischen Kultusministeriums